# Bien tarde
Bien Tarde fue un programa que se transmitió por la cadena Telefe, se emitía de lunes a viernes a las 1 de la madrugada, por su contenido se trataba de un programa de variedades, con humor, actualidad y el repaso de la tele, los diarios y las radios del día, efectuándose un análisis diferente de la realidad, tenía un segmento mostrando los videos más "divertidos" de YouTube. El logotipo del programa fue un Reloj de arena dando vueltas, al lado el texto "Bien tarde" bajo un recuadro azul.
También hubo secciones donde esta Yayo con diferentes personajes, entre ellos están: El Mago Juan Carlos, El Doctor Bacacay, Hector del Doke, Axel. También se agregó Héctor Rodolfo Veira con el "Bambi Bar".
El ciclo televisivo fue producido por Endemol, la producción ejecutiva es de Julián Di Lorenzo y el equipo que acompaña a su conductor, Fabián Gianola, estuvo compuesto por Jorge Dorio y el humorista David Rotemberg.
Este programa de TV se inició el 9 de enero de 2007, encontrándose situada en la programación después del Diario de medianoche.
Aunque inicialmente Bien tarde estuvo previsto que hiciera su aparición para diciembre de 2006.
El 6 de octubre de 2007 se terminó la primera temporada y estaba previsto que para los primeros meses de 2008 vuelvan al aire, por el bajo índice de audiencia este programa fue cancelado y descartaron la idea.